# Šternberk
Šternberk (niem. Sternberg) – miasto w Czechach, w historycznych granicach Moraw, w kraju ołomunieckim. Według danych z 31 grudnia 2003 powierzchnia miasta wynosiła 4879 ha, a liczba jego mieszkańców 13 967 osób. Centrum jest miejską strefą pamiątkową. W mieście funkcjonuje muzeum zegarów.

## Historia
Położony jest na skrzyżowaniu szlaków handlowych, więc miał zapewniony szybki rozwój. W XIII wieku stanął w miejscowości zamek (castrum Sternberch), wzniesiony przez Zdeslava ze Šternberka. Zamek w XVI wieku przebudowano w stylu renesansowym, a dzisiejszy wygląd zawdzięcza przeróbkom z lat 80. XIX wieku w stylu "romantycznym".
Pierwsze wzmianki o mieście pochodzą z 1296 (civitas Sternberch). W 1371 założono tutaj klasztor augustianów. W latach 1430–1432 Šternberk był w rękach husytów. W 1538 pożar zniszczył miasto, klasztor i zamek.
W XVII wieku miasto było dwukrotnie zdobyte – w 1621 przez wojska habsburskie, a w latach 1645–1650 trwała szwedzka okupacja miasta. W kolejnym wieku w 1741 Šternberk obsadzili Prusacy.
W 1784 skasowano klasztor augustianów. Pięć lat później wielka powódź na rzece Sitce podtopiła znaczną część miasta.
W czasie wojen napoleońskich w 1805 w miejscowym Domu Oświaty spotkali się car Aleksander I Romanow z cesarzem Franciszkiem I Habsburgiem.
Od 1821 rozpoczyna się rozwój przemysłowy miasta – w Šternberku rozpoczęła działalność firma tekstylna Norbert Langer. W 1870 otwarto pierwszą linię kolejową – do Ołomuńca (zob. stacja Šternberk).
Miejscowość w okresie habsburskim zamieszkiwali głównie Niemcy (właścicielem zamku była rodzina Liechtensteinów, panująca w Księstwie Liechtenstein). Nie zmieniło się to po powstaniu Czechosłowacji, choć w 1935 otwarto czeskie gimnazjum. W 1938 Šternberk wraz z resztą Kraju Sudetów stał się częścią III Rzeszy. Po II wojnie światowej ludność niemiecka została wysiedlona, a jej mienie oraz zamek przejęło państwo czechosłowackie.

## Zabytki

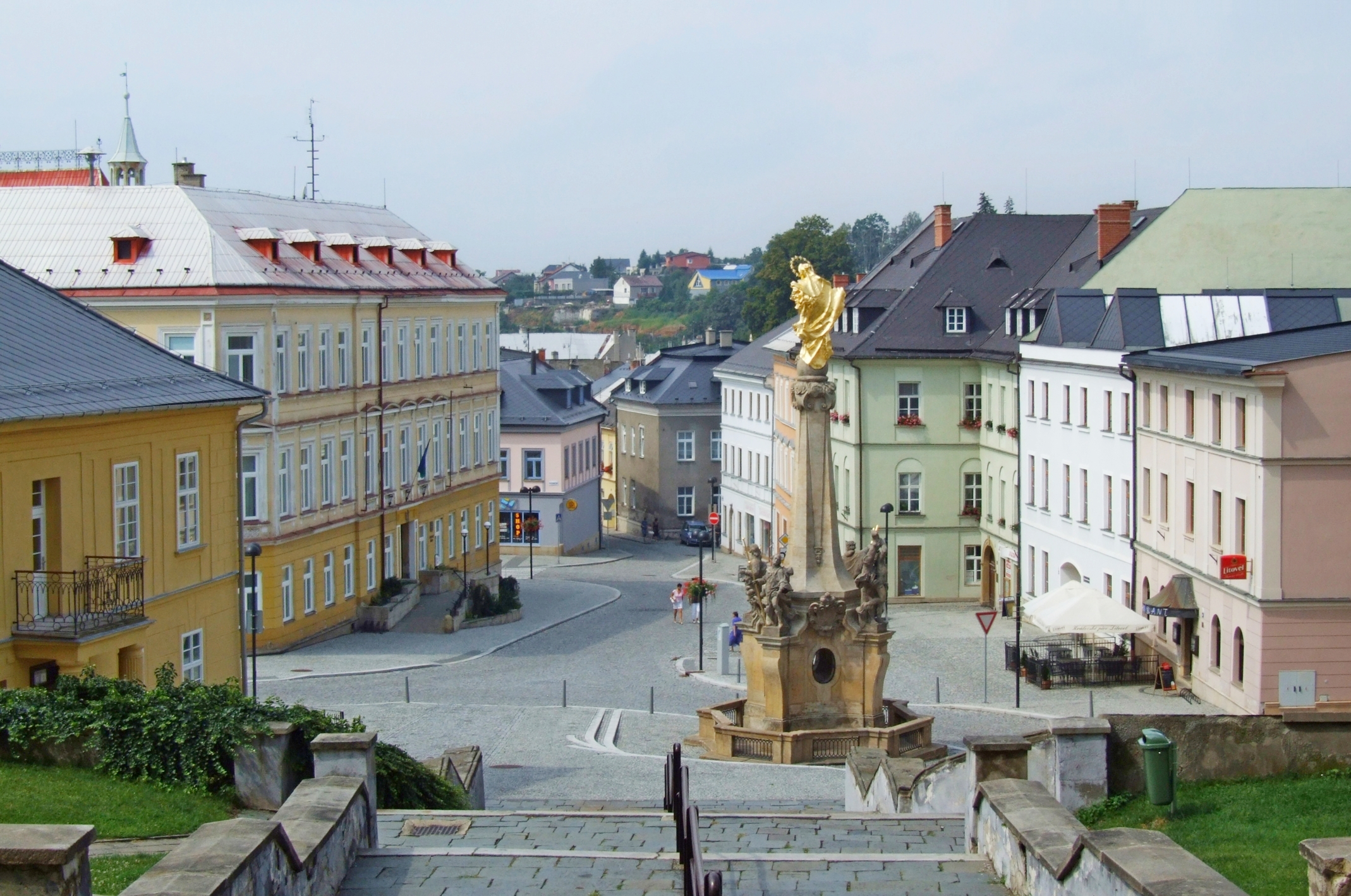
Centrum miasta z kolumną maryjną

- Zamek Šternberk – z XIII wieku, dzisiejszy wygląd z 1886, kiedy przebudową kierował wiedeński architekt K. Keiser na zlecenie Jana II z Liechtensteinu[2]. Przebudowa była wykonana w stylu neogotyckim. Do 1945 był w rękach książęcej rodziny Liechtensteinów, która do dziś domaga się jego zwrotu. W środku zamku znajduje się kolekcja obrazów, broni i wyposażenia. W zamkowej kaplicy można obejrzeć kopię gotyckiej Šternberkskiej Pięknej Madonny.
- kościół Zwiastowania NMP – barokowo-klasycystyczna świątynia z XVIII wieku, należąca do augustianów. W środku zachowały się m.in. rokokowe malowidła na stropach.
- Kolumna Matki Boskiej z 1719 roku.
- liczne zabytkowe domy w obrębie rynku

## Podział administracyjny
Części miasta
- Dalov (Dohle)
- Chabičov (Gobitschau)
- Krakořice (Krokersdorf)
- Těšíkov (Zeschdorf).

Wyróżnić można również dwie dawne kolonie: Dolní Žleb (Niedergrund) i Lhota (Allhütten).

## Demografia[3]
| Rok             | 1970   | 1980   | 1991   | 2001   | 2003   |
| --------------- | ------ | ------ | ------ | ------ | ------ |
| Liczba ludności | 13 213 | 13 808 | 14 611 | 14 144 | 13 967 |

## Gospodarka
W mieście rozwinął się przemysł precyzyjny, maszynowy oraz drzewny.

## Urodzeni w mieście
- Adriana Gerši – tenisistka

## Współpraca
- Dobszyna, Słowacja
- Kungsbacka, Szwecja
- Kobiór, Polska
- Lorsch, Niemcy
- Český Šternberk, Czechy
- Günzburg, Niemcy
- Sajószentpéter, Węgry